# Руська бурса
Ассоциация «Руська Бурса» в Горлицах — лемковско-русинская ассоциация, созданная в 1908 году в Горлицах с целью создания «бурсы» (общежитии) для лемковской молодежи, которая училась в Горлицкой младшей школе, созданной в 1906 году. В качестве образцов для общежития в Горлицах послужили другие, созданные несколькими годами ранее — русинская (1898) бурса в Новы-Сонче.
Учредителями Ассоциации были, среди прочих, отцы Василий Курилло , Михаил Юрчакевич, М. Дуркот, Х. Максимович, В. Калужняцький, также Д. Бубняк, Г. Галь. В 1909. Ассоциация уже имела свою двухэтажное здание, сад и несколько гектаров земли на улице Сенкевича, 28 в Горлицах. В военные годы бурсу несколько раз закрывали.
27 февраля 1950 года решением политико-социального управления Управление воеводства в Ряршеви Ассоциация «Русская Бурса» в Горлицах была распущена и ликвидирована, а по решению Окружного управления ликвидации в Кракове от 14 декабря 1950 года общежитие было передано в собственность Государственной казны как имущество, не использовавшееся лемками, насильно выселенными в Советский Союз и на западные польские земли в рамках акции «Висла». Здание было передано в пользование больницы.
Ассоциация была фактически основана снова на учредительном заседании 1 июня 1991 года . Решение суда о регистрации вступило в силу с 22 октября 1991 года. С тех пор Ассоциация является культурным центром лемковской общины в Польше и осуществляет следующую деятельность:
- учебная (организует научные лекции, чтения, языковые курсы или учебные лагеря для детей Лемковской образовательного учреждения в гладыша)
- культурная (концерты, выставки, мастерские лемковских обычаев, традиций, ремесел и т. д.);
- воспитательная (организует празднование начала и конца учебного года для детей и подростков, посещающих лемковские языковые занятия, походы в театр, музеи и т. д.);
- издательская (издание научного журнала «Річник Руської Бурси», издательская серия «Бібліотека лемківської класики»).

В состав Ассоциации входят молодежный музыкальный коллектив «ТерочкА» и театральный коллектив «Терка», также библиотека (с фиксированным рабочим временем) и Музей памяти Ивана Русенко. Ассоциация «Руська Бурса» является учредителем первого лемкивского радио LEM.fm, на котором работает новостной портал lem.fm +.
Главенствующие в ассоциации «Руська Бурса»:
1. Oльга Каня (1.06.1991 — 14.12.1991)
2. Павел Стафиняк (14.12.1991 — 25.09.1993)
3. Богдан Гамбаль (25.09.1993 — 30.04.1995)
4. Йоан Квока (30.04.1995 — 25.08.2001)
5. Богдан Гамбаль (25.08.2001 — 07.03.2015)
6. Павел Малецкий (07.03.2015 — 17.03.2018)
7. Дамиан Трохановский (17.03.2018 — 9.03.2019)
8. Богдан Гамбаль (9.03.2019 — 27.06.2020)
9. Наталия Малецка-Новак (27.06.2020 — по сей день)